# Список людей на почтовых марках Фарерских островов

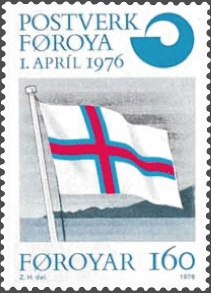
Фарерское самосознание является повторяющимся мотивом в почтовых марках архипелага

Список людей на почтовых марках Фарерских островов составлен в хронологическом порядке, то есть по году выпуска фарерских почтовых марок, начиная с 1980 года.
Фарерские острова издали свои первые почтовые марки 30 января 1975 года. Поскольку острова являются независимой частью Дании, ранее на островах использовались датские марки.
Можно особо выделить три группы людей, представленных на фарерских марках:
- Персонажи легенд и саг, связанные с заселением островов и сагой о фарерцах.
- Деятели движения за независимость Фарерских островов. К этой категории относятся девять человек, подписавших приглашение на рождественское заседание 1888 года[англ.], а также такие филологи, как В. У. Хаммерсхаимб и Я. Якобсен.
- Писатели и другие деятели искусств. Такое богатое представление писателей на марках можно рассматривать как косвенное выражение осознания необходимости развития фарерского языка и самосознания.

Датская королева Маргрете II была впервые изображена на фарерских марках лишь спустя 22 года после начала их выпуска в связи с 25-й годовщиной восшествия на престол. Кронпринц Фредерик и кронпринцесса Мэри появились на марках в 2004 году, когда они поженились.
На фарерских марках также были изображены четыре норвежца: Олаф Трюггвасон, Эйнар Брюхотряс, Олаф Святой и Аннеке фон дер Липпе.

## Список изображённых
| Год  | Имя | Деятельность                                                                          | Марка |
| ---- | --- | ------------------------------------------------------------------------------------- | ----- |
| 1980 | Якоб Якобсен | Лингвист                                                                              |       |
| 1980 | Венсеслаус Ульрикус Хаммерсхаимб | Лингвист                                                                              |       |
| 1983 | Александр Флеминг | Британский врач, нобелевский лауреат                                                  |       |
| 1983 | Нильс Рюберг Финзен | Врач, нобелевский лауреат                                                             |       |
| 1984 | Ханс Андриас Дьюрхуус | Писатель                                                                              |       |
| 1984 | Янус Дьюрхуус | Писатель                                                                              |       |
| 1984 | Йоаннес Патурссон | Писатель и участник кампании за независимость (рождественского заседания 1888 года)   |       |
| 1984 | Сверри Патурссон | Писатель                                                                              |       |
| 1985 | Рут Смит | Художница (автопортрет)                                                               |       |
| 1988 | Кристиан Людвиг Йоханнесен | Участник кампании за независимость (рождественского заседания 1888 года)              |       |
| 1988 | Кристиан Матрас | Писатель                                                                              |       |
| 1988 | Дйони Гейль | Участник кампании за независимость (рождественского заседания 1888 года)              |       |
| 1988 | Энок Борентсен | Участник кампании за независимость (рождественского заседания 1888 года)              |       |
| 1988 | Ханс Николай Якобсен | Политик и участник кампании за независимость (рождественского заседания 1888 года)    |       |
| 1988 | Хедин Бру | Писатель                                                                              |       |
| 1988 | Енс Ольсен | Участник кампании за независимость (рождественского заседания 1888 года)              |       |
| 1988 | Юст а Хусум | Участник кампании за независимость (рождественского заседания 1888 года)              |       |
| 1988 | Йёрген-Франц Якобсен | Писатель                                                                              |       |
| 1988 | Расмус Кристофер Эферсёэ | Участник кампании за независимость (рождественского заседания 1888 года)              |       |
| 1988 | Самаль Ф.Самуэльсен | Участник кампании за независимость (рождественского заседания 1888 года)              |       |
| 1988 | Йоаннес Патурссон | Участник кампании за независимость (рождественского заседания 1888 года) (во 2-й раз) |       |
| 1988 | Вильям Хейнесен | Новеллист, художник                                                                   |       |
| 1992 | Христофор Колумб | Итальянский исследователь                                                             |       |
| 1992 | Лейф Эрикссон | Исландский исследователь                                                              |       |
| 1994 | Святой Брендан | Ирландский средневековый святой и открыватель                                         |       |
| 1995 | Фримод Йёнсен | Художник (автопортрет)                                                                |       |
| 1995 | Олаф II | Норвежский король                                                                     |       |
| 1997 | Аннеке фон дер Липпе | Норвежская актриса (снималась в фильме «Барбара»)                                     |       |
| 1997 | Маргрете II | Королева Дании                                                                        |       |
| 1998 | Ханс Хансен | Художник (автопортрет)                                                                |       |
| 2000 | Анна Суфиа Расмуссен | Пионер «Народной школы»                                                               |       |
| 2000 | Расмус Расмуссен | Пионер «Народной школы», писатель                                                     |       |
| 2000 | Санна ав Скарди | Пионер «Народной школы»                                                               |       |
| 2000 | Симун ав Скарди | Пионер «Народной школы», писатель                                                     |       |
| 2000 | Сигмунд Брестиссон | Креститель Фарер согласно «Саге о фарерцах»                                           |       |
| 2000 | Транд с Гаты | Герой «Саги о фарерцах»                                                               |       |
| 2003 | Еспер Расмуссен Брокманн | Датский епископ, автор молитвенника                                                   |       |
| 2003 | Томас Хансен Кинго | Датский священник, поэт                                                               |       |
| 2004 | Фредерик | Кронпринц Дании                                                                       |       |
| 2004 | Грим Камбан | Первый человек, ступивший на Фарерские острова согласно «Саге о фарерцах»             |       |
| 2004 | Мэри | Кронпринцесса Дании                                                                   |       |
| 2004 | Нольсоюар Палль | Национальный герой                                                                    |       |
| 2004 | Транд с Гаты | Герой «Саги о фарерцах» (во 2-й раз)                                                  |       |
| 2006 | Олаф I | Норвежский король                                                                     |       |
| 2006 | Ейнар Тамбарскельве | Норвежский викинг                                                                     |       |
| 2007 | Якуп Даль | Священник, переводчик Библии                                                          |       |
| 2007 | Кристиан Освальд Видерё | Священник, переводчик Библии                                                          |       |
| 2007 | Виктор Даниельсен | Духовный пастырь, переводчик Бибилии                                                  |       |
| 2008 | Нильс Кристофер Винтер | Юрист, политик, редактор                                                              |       |
| 2008 | Сусанна Хелена Патурсон | Писатель, редактор, феминистка                                                        |       |
| 2008 | Расмус Кристофер Эферсёэ | Редактор, поэт                                                                        |       |
| 2008 | Йогван Поульсен | Учитель, писатель, политик                                                            |       |
| 2008 | Фридрик Петерсен | Священник и писатель                                                                  |       |
| 2008 | Андриас Кристиан Эвенсен | Священник и писатель                                                                  |       |
| 2010 | Йенс Кристиан Свабо | Лингвист                                                                              |       |
| 2011 | Эммелин Панкхёрст | Британская суфражистка                                                                |       |
| 2011 | Клара Цеткин | Немецкая суфражистка                                                                  |       |
| 2011 | Эмма Виберг (Emma Wiberg), Астрид ау-Рогву (Astrid av Rógvu) | Акушерки                                                                              |       |
| 2011 | Элсебет Фр. Малена Йохансен (Elsebeth Fr. Malena Johansen), Олуффа Берентсен (Oluffa Bærentsen), Петра Олуффа Йенсина Фредерика Хансен (Petra Oluffa Jensina Fredrikka Hansen) | Медсёстры                                                                             |       |
| 2011 | Анника с Дуймуна | Персонаж легенды XVII века                                                            |       |
| 2012 | Маргрете II | Королева Дании (к сорокалетию восшествия на престол)                                  |       |
| 2012 | Регин | Персонаж скандинавской мифологии                                                      |       |
| 2013 | Сёрен Кьеркегор | Теолог, философ                                                                       |       |
| 2014 | Принц Хенрик Датский | Принц-консорт                                                                         |       |
| 2014 | Христиан Петерсен (Christian Petersen) | Фарерско-канадский солдат Первой мировой войны                                        |       |
| 2014 | Даниэль Якоб Даниельсен | Миссионер в Конго                                                                     |       |
| 2014 | Вильгельм Рейнерт-Йонсен | Фарерско-американский военно-морской офицер во Вторую мировую войну                   |       |
| 2016 | Нёлсояр Полл | Национальный герой Фарерских островов                                                 |       |
| 2017 | Мартин Лютер | Христианский богослов, инициатор Реформации                                           |       |
| 2017 | Маргрете II и принц Хенрик | Королева и принц-консорт Дании (к пятидесятилетию свадьбы)                            |       |
| 2017 | Принцесса с Нёльсоя | Персонаж легенды                                                                      |       |
| 2018 | Реджин Даль | Композитор                                                                            |       |
| 2018 | Ханс Кристофер Мюллер | Купец, политик, почтмейстер, сислюмадюр                                               |       |
| 2018 | Хелена Патурссон | Актриса, поэтесса, писательница (к столетию театрального общества Торсхавна)          |       |
| 2019 | Элинборг Лютцен | Художница                                                                             |       |
| 2019 | Венсеслаус Ульрикус Хаммерсхаимб | Лингвист                                                                              |       |
| 2019 | Эдвард Фуглё | Художник (на марке автопортрет в детском возрасте, связанный с высадкой на Луну)      |       |
| 2020 | Мичал оа Ригги | Педагог, писатель, политик                                                            |       |
| 2020 | Маргрете II | Королева Дании (к восьмидесятилетию)                                                  |       |
| 2020 | Людвиг ван Бетховен | Композитор                                                                            |       |